# 塩見一郎
塩見 一郎（しおみ いちろう、1962年1月11日 - ）は、日本のインテリアデザイナー。スピン・オフ有限会社代表。工学院大学建築学部建築デザイン学科教授。

## 人物
兵庫県宝塚市出身。大阪芸術大学デザイン科卒業後、インテリアデザインオフィスノブにて吉尾浩次に師事。1992年にイズアーキテクト＆アソシエイツを、その後1999年にスピン・オフ有限会社を設立。
具体的なかたちや色だけではなく全体の“空気感”を作ることを大切に、控えめだけれども心に残るような空間作りを目指し、設立以来、飲食店・物販の商業空間のインテリアデザイン、建築設計、プロダクトデザインなどのプロジェクトを手がける。現在は日本のみならず、ソウル、上海、タイ、香港など活動の幅を広げている。
2016年4月、工学院大学建築学部建築デザイン学科教授に就任。主な研究テーマは、インテリアデザインの系譜の研究、現代の生活とデザインの関係、ブランディングとインテリアデザイン。インテリアデザインを軸にあらゆるデザインの可能性と役割を探る。

## 受賞歴
- 2001年　Frame Award best of Product of the Year「Spinwrap Chair」
- 2003年　佐賀市景観賞「島内呉服店」
- 2004年　Best Store of the Year 入賞「毛利サルヴァトーレ」
- 2004年　Best Store of the Year 入賞「日本料理An」
- 2005年　NASHOP Lighting Award 優秀賞
- 2006年　Best Store of the Year 入賞
- 2007年　Andrew Martin Interior Designer of the Year Award
- 2012年　Andrew Martin Interior Designer of the Year Award